# Potenciranje
Potencíranje je dvočlena matematična operacija, ki jo zapišemo v obliki an. To obliko zapisa imenujemo potenca. Število a se imenuje osnova ali baza potence, število n pa je eksponent ali stopnja potence.
Vrednost potence s celim eksponentom izračunamo po naslednjih pravilih
- {\displaystyle a^{n}=\underbrace {a\cdot a\cdot ~\cdots ~\cdot a} _{n~faktorjev}}
- {\displaystyle a^{0}=1~~~~(a\neq 0)}
- {\displaystyle a^{-n}={\frac {1}{a^{n}}}~~~~(a\neq 0)}

Potence z racionalnimi eksponenti so povezane s korenjenjem:
- {\displaystyle a^{\frac {m}{n}}={\sqrt[{n}]{a^{m}}}={\sqrt[{n}]{a}}~^{m}}

## Potenčna funkcija
Potenčna funkcija je funkcija, ki ima enačbo oblike
{\displaystyle f(x)=x^{n}\,}
Pri tem je n poljubno realno število.

## Tabela potenc
| b             | b2      | b3      | b4      | b5      | b6      | b7       | b8        | b9         | b10         | bn za n = 11 | OEIS number |
| ------------- | ------- | ------- | ------- | ------- | ------- | -------- | --------- | ---------- | ----------- | ------------ | ----------- |
| 1             | 1       | 1       | 1       | 1       | 1       | 1        | 1         | 1          | 1           | 1            | A000012     |
| 2             | 4       | 8       | 16      | 32      | 64      | 128      | 256       | 512        | 1024        | 2048         | A000079     |
| 3             | 9       | 27      | 81      | 243     | 729     | 2187     | 6561      | 19683      | 59049       | 177147       | A000244     |
| 4             | 16      | 64      | 256     | 1024    | 4096    | 16384    | 65536     | 262144     | 1048576     | 4194304      | A000302     |
| 5             | 25      | 125     | 625     | 3125    | 15625   | 78125    | 390625    | 1953125    | 9765625     | 48828125     | A000351     |
| 6             | 36      | 216     | 1296    | 7776    | 46656   | 279936   | 1679616   | 10077696   | 60466176    | 362797056    | A000400     |
| 7             | 49      | 343     | 2401    | 16807   | 117649  | 823543   | 5764801   | 40353607   | 282475249   | 1977326743   | A000420     |
| 8             | 64      | 512     | 4096    | 32768   | 262144  | 2097152  | 16777216  | 134217728  | 1073741824  | 8589934592   | A001018     |
| 9             | 81      | 729     | 6561    | 59049   | 531441  | 4782969  | 43046721  | 387420489  | 3486784401  | 31381059609  | A001019     |
| 10            | 100     | 1000    | 10000   | 100000  | 1000    | 10000    | 100000    | 1000       | 10000       | 100000000000 | A011557     |
| 11            | 121     | 1331    | 14641   | 161051  | 1771561 | 19487171 | 214358881 | 2357947691 | 25937424601 | 285311670611 |             |
| Številka OEIS | A000290 | A000578 | A000583 | A000584 | A001014 | A001015  | A001016   | A001017    | A008454     |              |             |